# Hammarskjöldplatz
Hammarskjöldplatz är ett torg i stadsdelen Westend i stadsdelsområdet Charlottenburg-Wilmersdorf i Berlin. Torget ligger framför mässhallarna och Palais am Funkturm. Mittemot torget ligger Haus des Rundfunks och på andra sidan mässhallarna ligger Funkturm. 
Torget har sitt namn efter den svenske politikern och FN-generalsekreteraren Dag Hammarskjöld.

## Historia
År 1914 uppfördes den första mässhallen för automobilutställningen detta år. Denna första hall låg norr om det nuvarande mässområdet på den dåvarande exercisplatsen. Torget utformades tillsammans med entrébyggnaden 1937 som ritats av arkitekten Richard Ermisch och torget kallades då Platz vor der Messe. Själva torget utformades av Richard Lesser och Ludwig Lesser. Till minne av Dag Hammarskjöld fick torget sitt nuvarande namn 14 oktober 1961.
Vid nordingången till mässområdet finns en minnesplats för Dag Hammarskjöld. Här finns en minnestavla och sedan 1997 även en rörlig skulptur, Spiele des Windes av César Manrique.